# Ernst Jirgal
Ernst Jirgal (* 18. Jänner 1905 in Stockerau; † 17. August 1956 in Wien) war ein österreichischer Lehrer und Schriftsteller. 

## Leben
Jirgal absolvierte zunächst ein Germanistikstudium und ging anschließend als Lehrer an die Bundeserziehungsanstalt in Wiener Neustadt. Später unterrichtete er noch in Mittelschulen in Wien, Linz und Baden. 1947 wurde er Leiter des Tivoli-Tagesheimes und konnte dort Teile seiner pädagogischen Vorstellungen verwirklichen. Ab 1954 war er wieder bis zu seinem Tode als Mittelschullehrer tätig.
Er verfasste u. a. den Text des im September 1959 von Heinrich Gattermeyer vertonten, Leo Lehner gewidmeten sizilianischen Trinkliedes Noch einen Schluck von der Lava, das zuletzt vom Wiener Schubertbund unter der Leitung von Fritz Brucker am 6. Jänner 2008 im Wiener Großen Musikvereinssaal aufgeführt wurde.
Er wurde in einem ehrenhalber gewidmeten Grab auf dem Baumgartner Friedhof (Gruppe V, Reihe 31, Nummer 2234) beigesetzt.

## Werke
- 1931 Die Wiederkehr des Weltkrieges in der Literatur, Reinhold-Verlag
- 1937 Landschaften, Reinhold-Verlag (Lyrik)
- 1946 Sonette an die Zeit, Frick (Lyrik)
- 1946 Tantalos, Auferbauer-Verlag
- 1947 Erinnertes Jahr, Auferbauer-Verlag (Schulroman über seine Lehrtätigkeit in Wiener Neustadt)
- 1950 Theseus, Österreichische Verlags-Anstalt (Drama)
- 1953 Etüden, Österreichische Verlags-Anstalt (Lyrik)
- 1955 Schlichte Kreise, Bergland Verlag
- 1965 Der Dichter Ernst Jirgal, Bohmann
- 1989 Nomadenabend, Drei-Ulmen-Verlag